# Leme, Rio de Janeiro
Leme este un cartier (bairro) din Rio de Janeiro, Brazilia. Se află în zona de sud a orașului, pe malul Oceanului Atlantic, între cartierele Copacabana și Urca. Este un cartier de oameni din partea superioară a clasei de mijloc.
Include partea nordică a plaja Copacabana, lângă Posto 1, de la bulevardul Princesa Isabel în partea de vest și până la sfârșitul bulevardului Atlântica în partea de est. La extremitatea estică se află stânca Morro do Leme („cârma”), al cărei nume îl poartă cartierul. Pe vârful stâncii, acoperită de pădurea Atlantică, se află Fortul Duque de Caxais, cunoscut și sub numele Fortul Leme, care a fost construit în 1776 pentru a consolida apărarea Golfului Guanabara.